# National Archives and Records Administration
Die National Archives and Records Administration (deutsch ungefähr Nationale Verwaltungsstelle für Archivgut und Unterlagen), abgekürzt NARA, mit Sitz in Washington, D.C. ist das Nationalarchiv der Vereinigten Staaten und damit für den Schutz und Erhalt historischer und staatlicher Dokumente verantwortlich. Eine weitere Aufgabe ist es, den öffentlichen Zugang auf diese Dokumente zu erleichtern. Das Nationalarchiv ist offiziell für die Veröffentlichung von Gesetzen des Kongresses, Verkündungen und Executive Orders des Präsidenten und Bundesverordnungen zuständig. Die vom Archivar der Vereinigten Staaten (The Archivist of the United States) geleitete Behörde arbeitet oft mit Wissenschaftlern zusammen, die bei durchgeführten Studien unterstützen.

## Geschichte
Ursprünglich war jede Behörde und jedes Ministerium der Bundesregierung selbst für das Aufbewahren und den Erhalt der eigenen Dokumente verantwortlich. Oft war die Folge, dass Aufzeichnungen verloren gingen oder zerstört wurden. Der Kongress errichtete deshalb im Jahr 1934 das Nationalarchiv, um die Dokumente zentral aufzubewahren.
Das Archiv wurde 1949 in die General Services Administration eingegliedert und 1985 als eigene unabhängige Behörde geschaffen.
Die meisten Dokumente sind vom Urheberrecht befreit. Jedoch sind einige Dokumente, die ihm von anderen Quellen übergeben wurden, weiter urheberrechtlich geschützt.

## Gebäude und Ausstellungen

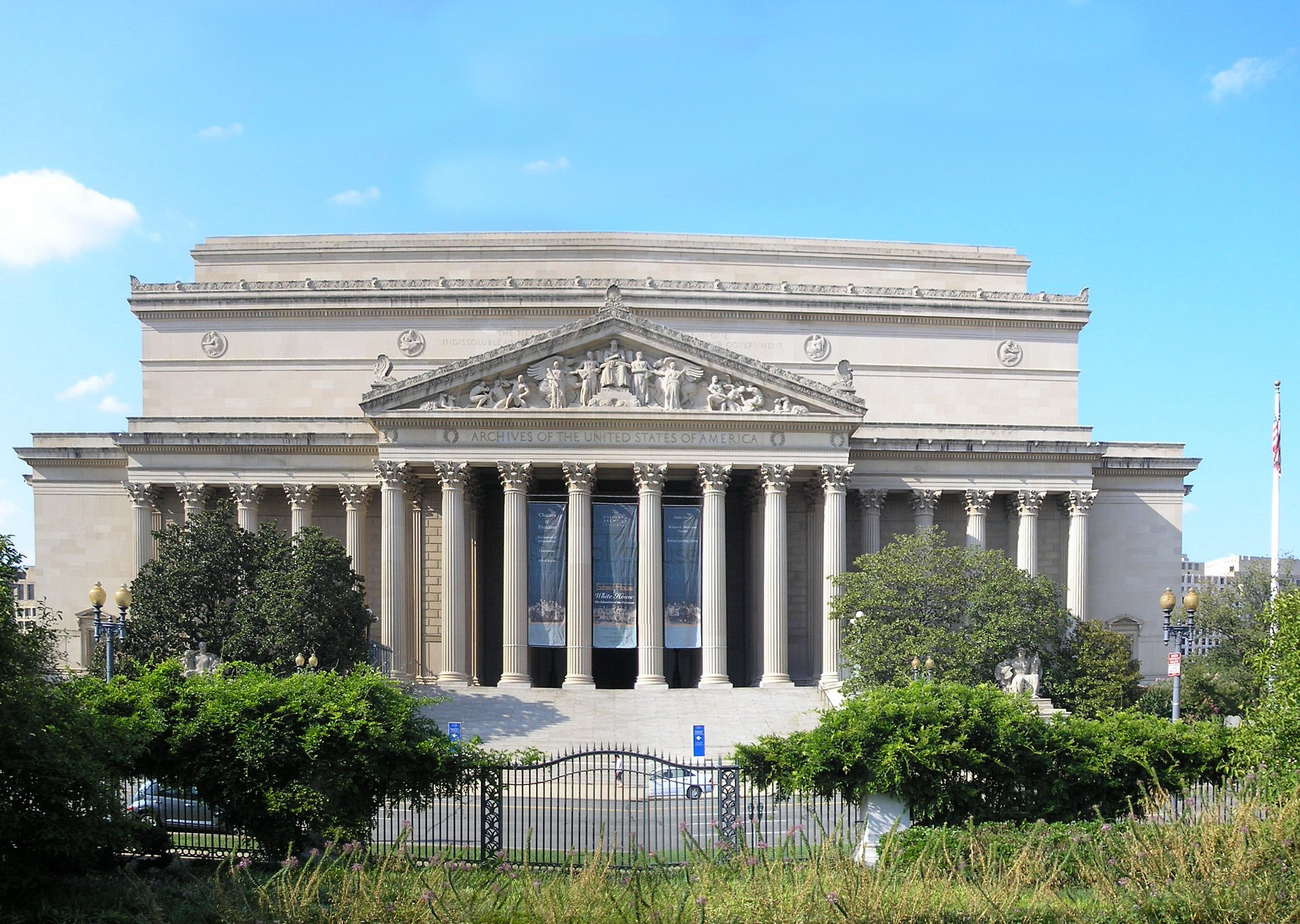
Das Hauptgebäude des Nationalarchivs in Washington, D.C.

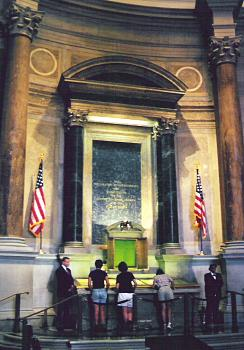
Dokumentenausstellung im öffentlichen Ausstellungsbereich

### Hauptgebäude
Das Hauptgebäude befindet sich nördlich der National Mall an der Pennsylvania Avenue auf halber Strecke zwischen dem Weißen Haus und dem Kapitol in Washington, D.C. und wurde 1935 als ursprüngliches Hauptquartier eröffnet. Es beherbergt Originalkopien der drei wichtigsten Gründungsdokumente der Vereinigten Staaten: die Unabhängigkeitserklärung, die Verfassung der Vereinigten Staaten und die Bill of Rights. Diese Dokumente werden in der Hauptkammer des Nationalarchivs für die Öffentlichkeit ausgestellt. Die Kammer ist auch als Rotunda für die Chartas der Freiheit bekannt.
Das Hauptgebäude stellt auch andere wichtige Dokumente aus der Geschichte der Vereinigten Staaten aus, wie zum Beispiel den Louisiana-Purchase-Vertrag und die Emanzipations-Proklamation, zudem auch eine Kollektion von Photographien und andere historisch und kulturell wichtige Artefakte.
Das Gebäude wurde 2004 als Kulisse für den Film National Treasure mit Nicolas Cage benutzt. Der Mitarbeitereingang, den er benutzte, um das Gebäude zu betreten, ist auch in Wirklichkeit der Eingang für Mitarbeiter und Wissenschaftler.

### Nationalarchiv in College Park
Aufgrund räumlicher Beschränkungen eröffnete das Nationalarchiv 1994 ein zweites Gebäude in College Park, Maryland. Das Nationalarchiv unterhält außerdem noch zwölf Regionalarchive in den Vereinigten Staaten und zwei größere Einrichtungen in St. Louis, Missouri, die das National Personnel Records Center formen. Das Hauptgebäude in Washington enthält allerdings weiterhin eine große Sammlung von Dokumenten, wie zum Beispiel die Ergebnisse aller amerikanischen Volkszählungen, Passagierlisten, militärische Dokumente vom Unabhängigkeitskrieg bis zum Philippinisch-Amerikanischen Krieg, Dokumente der Konföderiertenregierung und verschiedene Grundbücher.

### Präsidentenbibliotheken
Die NARA unterhält auch die Präsidentenbibliotheken, ein landesweites Bibliotheksnetzwerk für den Erhalt und Zugriff auf alle präsidialen Dokumente seit Herbert C. Hoover. Diese Büchereien sind ebenfalls der Öffentlichkeit zugänglich.

## Sonstiges
Seit 1988 existiert beim NARA ein Inspector General, der für Revision und interne Ermittlungen zuständig ist. Seit 20. Dezember 1998 hat das Amt Paul Brachfeld inne.